# ريتشارد أبينا
ريتشارد أبينا (بالفرنسية: Richard Abena)‏ هو لاعب كرة قدم كاميروني، ولد في 25 مايو 1960. شارك مع منتخب الكاميرون لكرة القدم. أما مع النوادي، فقد لعب مع كانون ياوندي.